# 刘成勇
刘成勇（1971年—），男，汉族，江苏丰县人，中华人民共和国政治人物。现任中国版本图书馆（中央宣传部出版物数据中心）党委书记、馆长。第十四届全国政协委员。